# ماگره سولا استرادا دل وینو
ماگره سولا استرادا دل وینو (به ایتالیایی: Magrè sulla Strada del Vino) یک کومونه در ایتالیا است که در تیرول جنوبی واقع شده‌است. ماگره سولا استرادا دل وینو ۱۳٫۹ کیلومتر مربع مساحت و ۱٬۳۰۲ نفر جمعیت دارد و ۲۴۱ متر بالاتر از سطح دریا واقع شده‌است.

## خواهرخوانده
شهر اوتوبرون خواهرخواندهٔ ماگره سولا استرادا دل وینو هست.